# Parafia św. Walentego w Lipowcu
Parafia świętego Walentego w Lipowcu – parafia rzymskokatolicka znajdująca się w archidiecezji warmińskiej, w dekanacie Rozogi. Powstała w XIX wieku.